# Chrysocetus healyorum
Il crisoceto (Chrysocetus healyorum) è un cetaceo estinto, appartenente ai basilosauridi. Visse nell'Eocene superiore (Priaboniano, circa 37 - 34 milioni di anni fa) e i suoi resti fossili sono stati ritrovati in Nordamerica.

## Descrizione
Questo animale è noto grazie ai fossili di un esemplare giovane: un cranio parziale con mandibole, dieci denti, l'apparato ioideo, 21 vertebre, alcune costole e lo sterno, una zampa anteriore sinistra parziale e vari frammenti. Chrysocetus doveva essere molto simile ad altri cetacei arcaici, come Zygorhiza, ma si differenziava da quest'ultimo per alcune caratteristiche dei denti. I premolari superiori, infatti, erano privi dei dentelli sui cingoli (caratteristici invece di Zygorhiza). Inoltre, i premolari di Chrysocetus possedevano smalto più liscio di altri animali simili (dorudontini), ed erano più gracili di quelli di Dorudon.
Le ossa pelviche assomigliano a quelle di Basilosaurus, documentando un simile stadio di riduzione degli arti posteriori nei dorudontini e suggeriscono che Chrysocetus non era in grado di sostenere il corpo a terra. L'acetabolo per l'articolazione del femore è ben sviluppato e indica che l'articolazione dell'anca era funzionale.

## Classificazione
Chrisocetus healyorum venne descritto per la prima volta nel 2001 sulla base di un esemplare giovane ritrovato nel Pregnall Member della formazione Tupelo Bay, risalente al Priaboniano, nella contea di Orangeburg (Carolina del Sud). Questo animale è stato ascritto ai dorudontini, un gruppo di basilosauridi caratterizzati da corpo compatto e vertebre toraciche e lombari piuttosto corte.
Chrysocetus è distinguibile da altri dorudontini per le dimensioni del corpo, le caratteristiche dei denti, e gli elementi degli arti anteriori. L'assenza di denti decidui in un individuo subadulto di Chrysocetus potrebbe essere indicativa di una fase iniziale dell'evoluzione della monofiodontia.